# Santa Maria Immacolata a Grottarossa (församling)
Santa Maria Immacolata a Grottarossa är en församling i Roms stift, belägen i området Grottarossa i norra Rom och helgad åt Jungfru Marie obefläckade avlelse. Församlingen upprättades den 4 juni 1937.

Församlingen förestås av stiftspräster.
Till församlingen Santa Maria Immacolata a Grottarossa hör följande kyrkobyggnader och kapell:
- Santa Maria Immacolata a Grottarossa, Via Flaminia 994
- Cappella Casa Samadi, Via Longarone 10
- Cappella Policlinico Sant'Andrea, Via di Grottarossa 1039
- Cappella Sacro Cuore, Via Salvatore Trinchese 10
- Cappella Santa Chiara – Rai – Saxa Rubra, Largo Villy De Luca

## Institutioner inom församlingen
- Collegio Internazionale Romano della Prelatura Personale della Santa Croce e Opus Dei
- Ospedale «Sant'Andrea»
- Struttura Residenziale Psichiatrica Samadi
- RAI – Radiotelevisione Italiana – Centro Saxa Rubra
- Sapienza Università di Roma – II Facoltà di Medicina e Chirurgia (Azienda Ospedaliera «Sant'Andrea»)